# Haveri (Distrikt)
Der Distrikt Haveri (Kannada: ಹಾವೇರಿ ಜಿಲ್ಲೆ) ist ein Distrikt des indischen Bundesstaates Karnataka. Verwaltungssitz ist die namensgebende Stadt Haveri.

## Geografie
Der Distrikt Haveri liegt im nördlichen Zentral-Karnataka. Nachbardistrikte sind Dharwad im Norden, Gadag im Nordosten, Ballari im Osten, Davanagere im Südosten, Shivamogga im Südwesten und Uttara Kannada im Westen.
Die Fläche des Distrikts beträgt 4.823 Quadratkilometer. Das Distriktgebiet gehört zum Hochland von Dekkan und hat eine Höhe von durchschnittlich 500 bis 600 Metern über dem Meeresspiegel. Durch den Distrikt fließt der Varada, ein Zufluss des Tungabhadra. Der Tungabhadra selbst bildet im Südosten die Grenze zum Distrikt Davanagere.
Der Distrikt Haveri ist in die sieben Taluks Shiggaon, Savanur, Hangal, Haveri, Byadgi, Hirekerur und Ranibennur unterteilt.
Nahe dem Ort Ranibennur liegt das Ranibennur-Wildreservat, das dem Schutz der Hirschziegenantilope und des Indischen Wolfs dient.

## Geschichte

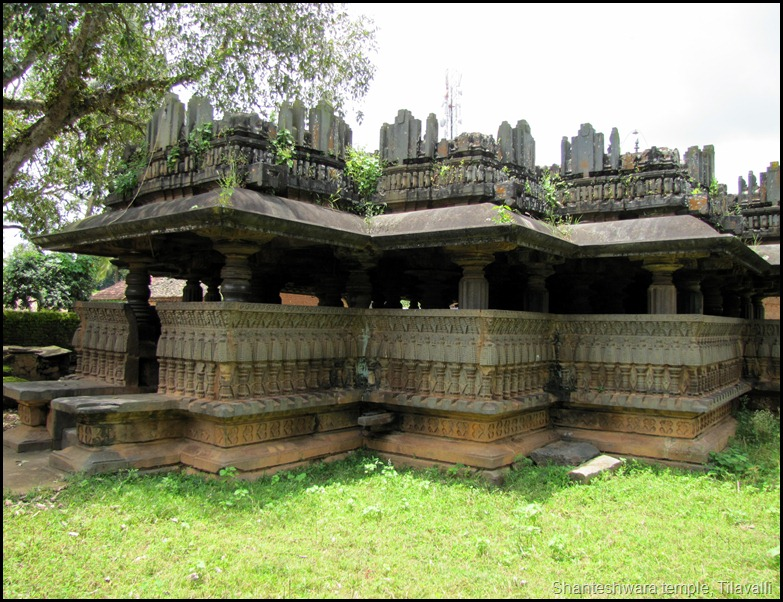
Shanteshwara-Tempel im Dorf Tilavalli

Der Distrikt Haveri besteht seit dem 2. August 1997 als eigenständiger Distrikt. Zuvor hatte das Gebiet zum Distrikt Dharwad gehört.

## Bevölkerung
Bei der Volkszählung 2011 hatte der Distrikt Haveri 1.597.668 Einwohner. Zwischen 2001 und 2011 wuchs die Einwohnerzahl um 11,0 Prozent und damit etwas langsamer als im Mittel Karnatakas (15,7 Prozent). Die Bevölkerungsdichte lag mit 331 Einwohnern pro Quadratkilometer nahe am Durchschnitt des Bundesstaates (319 Einwohner pro Quadratkilometer). 22,3 Prozent der Einwohner des Distrikts Haveri lebten in Städten. Der Urbanisierungsgrad war damit niedriger als der Mittelwert Karnatakas (38,6 Prozent). Die Alphabetisierungsquote entsprach mit 77,4 Prozent etwa dem Durchschnitt des Bundesstaates (75,6 Prozent).
Unter den Einwohnern des Distrikts Haveri stellten Hindus nach der Volkszählung 2011 mit 80,2 Prozent die Mehrheit. Daneben gab es eine größere muslimische Minderheit von 18,6 Prozent. Die Volkszählung klassifizierte 8,8 Prozent der Bevölkerung als Angehörige der registrierten Stammesbevölkerung (scheduled tribes, vgl. Adivasi). Dabei handelt es sich fast ausschließlich um Angehörige der Naikda. Neben dem Kannada, der Hauptsprache Karnatakas, ist unter der muslimischen Bevölkerung des Distrikts Haveri, wie in den meisten Teilen Karnatakas, das Urdu verbreitet. In den Taluks Hangal, Savanur und Shiggaon des Distrikts Haveri besitzt das Urdu aufgrund des hohen Bevölkerungsanteils seiner Sprecher den Status einer beigeordneten Amtssprache.

## Städte
| Stadt      | Einwohner (2001) |
| ---------- | ---------------- |
| Bankapura  | 20.264           |
| Byadgi     | 25.658           |
| Hangal     | 25.011           |
| Haveri     | 55.900           |
| Hirekerur  | 15.874           |
| Kodiyal    | 6.726            |
| Ranibennur | 89.594           |
| Savanur    | 35.561           |
| Shiggaon   | 24.318           |